# Estructura estel·lar

Esquema de l'estructura solar:
1. Nucli
2. Zona de radiació
3. Zona convectiva
4. Fotosfera
5. Cromosfera
6. Corona
7. Taca solar
8. Granulació fotosfèrica
9. Protuberància solar

Els models actuals sobre l'estructura estel·lar tracten de descriure amb cert detall l'estructura interna d'una estrella utilitzant la lluminositat i el color, d'aquesta manera aquests models permeten predir amb certa exactitud l'evolució futura de l'astre. L'estructura interna de cada estrella variarà en funció de la seva massa i de la seva edat.

## Elements estructurals
L'interior d'una estrella de seqüència principal es troba en una situació d'equilibri en el qual, les forces predominants, la gravetat (una força orientada en direcció al nucli de l'estrella) i l'energia tèrmica de la massa del plasma (orientada en direcció a la superfície) es troben perfectament equilibrades. Per tal que aquesta situació no s'alteri, és necessari que les temperatures que s'assoleixin en el nucli no siguin iguals o superiors a 107 K; la combinació de l'elevada temperatura i d'una pressió elevada afavoreixen les reaccions de fusió del nucli d'hidrogen en nucli d'heli, desprenent energia prou alta per a contrarestar el col·lapse gravitatori de l'estrella. Aquesta energia s'emet en forma de neutrins i fotons gamma, que, interacatuant amb el plasma circumdant, contribueixen a manternir elevada la temperatura així com l'energia tèrmica del nucli.
L'interior d'una estrella estable es troba en un estadi d'equilibri, ja sigui hidroestàtic o tèrmic i es caracteritza per un gradient tèrmic que origina un flux energètic en direcció a l'exterior.
L'estructura interna d'una estrella de seqüència principal depèn en primer lloc de la seva massa, que és bàsica en la disposició de l'estructura interna de l'estrella.
La zona de radiació és la regió interna de l'estrella en la qual la transferència d'energia per irradiació és prou eficient per mantenir el flux energètic. En aquesta zona el plasma no pateix ni pertorbacions ni moviments de massa; No obstant això, si el plasma comença a donar mostres d'inestabilitat i produeix moviments de tipus convectiu, la regió assumeix les característiques de zona convectiva. Tot això es dona en les zones de l'estrella en les que es localitzen fluxos altament energètics, com en els estrats immediatament superiors al nucli o en àrees amb una opacitat superior a l'estrat més extern.
La posició de la zona de radiació i de la convectiva d'una estrella de seqüència principal depèn de la seva classificació espectral i de la seva massa. En les estrelles de massa diverses vegades la massa solar, la zona convectiva és profunda, adjacent al nucli, mentre la zona de radiació es troba just per sobre de la zona convectiva. En les estrelles menys massives, com el Sol, les dues zones s'inverteixen, i la zona de radiació es troba adjacent al nuclid. Les nanes vermelles amb una massa inferior a 0,4 masses solars només presenten una zona convectiva que impedeix l'acumulació d'un nucli d'heli. En la major part de les estrelles la zona convectiva tendeix a variar en el transcurs del temps a mesura que avança la seva evolució i es modifica la seva composició interna.

## Parts de l'estrella

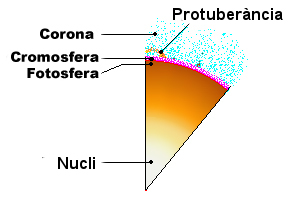
Estructura esquemàtica d'una estrella

La porció visible d'una estrella de seqüència principal s'anomena fotosfera. En aquest estrat, el plasma de l'estrella és transparent als fotons lluminosos i permet la propagació de les radiacions en l'espai. A la fotosfera apareixen zones més fosques causades per l'activitat magnètica de l'estrella, són les taques solars, que es veuen fosques per què tenen una temperatura inferior a la de la resta de la fotosfera.
Per sobre de la fotosfera es troba l'atmosfera estel·lar. En una estrella de la seqüència principal, com el Sol, la part més baixa de l'atmosfera, anomenada cromosfera, és una regió feble que alberga una gran varietat de fenòmens com ara espícules o flamarades, envoltada per una zona de transició, d'una 100 km, en la que la temperatura creix enormement. Per sobre es troba la corona solar, un volum de plasma a una temperatura elevadíssima (més d'un milió de kèlvins) que s'estén diversos milions de quilòmetres per l'espai. L'existència de la corona sembla dependre d'una zona convectiva en els estrats superiors de l'estrella. Tot i l'altíssima temperatura, la corona emet una quantitat relativament petita de llum i resulta visible només durant els eclipsis solars.
De la corona surt un vent solar constituït de plasma extremadament rar, que es propaga fins que interacciona amb el medi interestel·lar. El vent solar s'estén fins a l'heliopausa, formant una regió en forma de bombolla anomenada heliosfera.

## Producció d'energia en els estels
Les reaccions nuclears es donen en el nucli de les estrelles, ja que és la zona més calenta i densa. La reacció principal que sosté l'estrella el 90% de la seva vida i que es dona en totes les estrelles és la de la conversió de quatre nuclis d'hidrogen en un d'heli. Aquest procés dona un defecte de massa de 0,0287 g/mol. Perquè l'estrella es mantingui estable ha de produir la mateixa energia que emet. Les estrelles emeten la seva energia en forma de vent solar i de fotons, radiació electromagnètica, però també en forma de neutrins. A aquests darrers se'ls considera com a embornals d'energiaja que gairebé no interaccionen amb la matèria i, per tant, no contribueixen a la pressió escapant lliurement de l'estrella. Alguns d'aquests neutrins es generen en els cicles de combustió de l'hidrogen però hi ha altres processos tèrmics que també els generen i que disminueixen l'energia neta produïda per l'estrella.
Així doncs, a partir de les equacions de l'equilibri hidroestàtic que es van veure al principi, la lluminositat emesa per unitat de temps que travessa una esfera de radi r es calcula:
On{\displaystyle \epsilon _{\mu }\,\!} és l'energia perduda pels neutrins tèrmics. Els produïts per les mateixes reaccions de fusió no es compten, ja que ja van inclosos en {\displaystyle \epsilon _{(P,T,X_{j})}\,\!}.
L'energia mitjana de les partícules solars en el nucli és d'1 keV aproximadament una mica insuficient per a produir la fusió teòrica. En laboratori aquesta només s'aconsegueix a partir de centenars de keV pel que la secció eficaç a baixes energies (el rang estel·lar) està calculada a partir d'extrapolacions de la zona d'altes energies on sí que és possible obtenir dades experimentals. A causa d'això hi ha un gran marge d'error en aquestes dades. L'efecte túnel aconsegueix trencar aquesta barrera impossible i permetre la fusió a energies tan baixes. En el laboratori no s'observa la fusió a aquestes energies perquè es treballa amb massa poques partícules però en mecànica quàntica els fenòmens són probabilistes i en els estels hi ha bilions i bilions de nuclis en constant agitació de manera que encara que la probabilitat sigui baixa el nombre de reaccions que es donen és alt i l'energia generada també.
Hi ha un òptim d'energia per al qual es donen la majoria de reaccions que resulta de l'encreuament de la probabilitat que dues partícules tinguin una energia determinada E a una temperatura T i de la probabilitat que aquestes partícules se saltin la barrera per efecte túnel. És l'anomenat pic de Gamow. A part de l'efecte túnel quàntic també hi ha un altre factor que ajuda a fer que aquestes reaccions es produeixin. Es tracta de l'apantallament d'electrons. Com més hi hagi més es notarà el seu efecte electromagnètic sobre els ions en col·lisió. La seva presència rebaixa la barrera de potencial electromagnètica i, per tant, incrementa la probabilitat de fusió. Aquest fenomen és especialment important en les nanes blanques i en les etapes finals de les estrelles massives. El seu efecte pot produir un augment del rendiment d'un 20% com a molt. En les supernoves de tipus Ia contribueix de manera important a accelerar la fusió desbocada de la nana blanca.

### Neutrins tèrmics
A part dels neutrins originats en les reaccions nuclears hi ha altres processos tèrmics capaços de generar una part del flux neutrí que emeten les estrelles en el qual escapa una part de l'energia generada. Són els anomenats neutrins tèrmics. Es coneixen tres processos. Els fotoneutrins resultants de la interacció entre un fotó gamma i un electró, els plasmaneutrins deguts a la interacció entre un fonó o ona vibratòria i un electró i també el brehmsstrahlung de neutrins resultant de la interacció d'un ió amb un electró. En els tres casos el resultat de la interacció sempre serà similar. Un electró, un neutrí electrònic i un antineutrí electrònic. Es pot dir doncs que els neutrins tèrmics es creen per parells, tants neutrins com antineutrins tèrmics.

## Mètodes de transport d'energia
El flux d'energia és directament proporcional al gradient tèrmic. També dependrà del recorregut lliure mitjà (rlm) de les partícules que el transporten. Existeixen tres mecanismes de transport:
1. Radiació → Fotons
2. Conducció → Ions i electrons
3. Convecció → Bombolles de material i cèl·lules macroscòpiques.

D'aquests tres mecanismes el menys eficient sol ser la conducció. Això és perquè el rlm dels ions i electrons és molt petit, de l'ordre d'uns 10-4 cm mentre que el dels fotons és del voltant d'un o dos centímetres, unes deu mil vegades més gran. En les estrelles degenerades, en canvi, el rlm dels electrons es fa més gran, ja que no tenen on col·locar-se en haver-hi molt poques vacants. La degeneració impedeix, doncs, la interacció perquè tots els estats estan ocupats i els electrons es mouen molt abans de trobar un espai vacant. Això passa així en les nanes blanques en què el transport per conducció és excepcionalment eficient a causa d'aquesta de la propietat.

### Radiació vs. conducció
L'opacitat conductiva en una estrella típica val entre 104 i 10⁵ cm²·g-1 la qual cosa és molt més gran que els 0,4 cm²·g-1 de l'opacitat radiativa. Això és perquè, com s'ha vist abans, el recorregut lliure mitjà dels fotons és molt més gran que el de les partícules materials (ions i electrons). La contribució conductiva al transport d'energia és, doncs, menyspreable. Això és així tret que el gas estigui degenerat en aquest cas passa que els electrons es desplacen molt més i la conducció venç a la resta de mecanismes de transport, almenys en les regions interiors de l'estrella compacta.

### Radiació vs. convecció
La convecció és un mitjà d'evacuació de la calor summament eficaç. Es realitza mitjançant bombolles de gas que pugen a través d'enormes cèl·lules convectives. Atès que la conductivitat tèrmica té un baix rendiment aquestes bombolles tot just intercanvien calor amb l'exterior i per això els seus desplaçaments poden considerar-se processos adiabàtics. L'aproximació és correcta, ja que l'escala de temps dinàmic és molt menor que la de temps tèrmic tal com es demostra en: Escales estel·lars de temps.
Així doncs, les bombolles que siguin menys denses que el seu entorn ascendiran per empenta d'Arquimedes. A mesura que pugen, la densitat exterior decreix fins a ser menor que la de la mateixa bombolla. És en aquest moment quan el seu ascens es veu frenat i inicia el seu retorn a la posició inicial del gas.
La convecció es veu afavorida respecte de la radiació quan s'ha d'escalfar una substància amb calors específiques molt altes. Això es dona, per exemple, en regions d'ionització en les quals la radiació ha d'invertir gran part de la seva energia a ionitzar el material. En aquestes zones és més rendible el transport convectiu, això passa a les protoestrelles, en les estrelles poc massives i en les regions exteriors de les estrelles de massa mitjana com el nostre Sol. També es produeix aquest procés en nuclis la generació d'energia dels quals és fortament dependent de la temperatura el que produeix grans inestabilitats que propicien el desplaçament de material com és el cas dels nuclis que cremen l'hidrogen a través del cicle CNO. En aquests últims la dependència és amb T17 mentre que en els nuclis normals, com el del Sol, que cremen a través de les cadenes PP la dependència és només amb T4.
Per contra la radiació es veu afavorida a temperatures elevades on l'opacitat a la radiació es veu dràsticament reduïda. Aquest és el cas dels mantells de les estrelles supermassives que són completament radiatius fins a gairebé la seva superfície, ja que són estrelles molt calents.

### Transport convectiu en les estrelles
No es disposa d'una teoria que descrigui detalladament el transport convectiu. És un procés turbulent que es produeix en un material estratificat en densitat i composició química. És un mecanisme tan eficient que rebaixa el gradient tèrmic fins a gairebé l'adiabàtic. Si els dos anteriors sistemes de transport d'energia són dependents del recorregut lliure mitjà de les seves partícules, entre altres aspectes, la convecció ho és de la longitud de mescla que és la distància que recorre una bombolla convectiva abans de barrejar- amb el medi.
Depenent de la velocitat d'empenta que porta la bombolla hi ha una inèrcia o sobreascensió (overshooting en anglès) que porta a la bombolla a sobrepassar la regió d'estabilitat convectiva. Quan aquesta sobrepenetració es produeix en el nucli llavors les cèl·lules convectives aporten hidrogen fresc per a la fusió. Així, la vida d'algunes estrelles amb regions convectives properes al nucli pot allargar-se fins en un 20% i fer més gran així fins a un 30% la massa del futur nucli d'heli.
La composició química de les regions convectives es pot considerar homogènia, ja que tot el material processat o sense processar es barreja en una escala de temps molt inferior a la de la vida de l'estrella. Les estrelles les regions convectives de les quals penetren fins al nucli, sobretot nanes vermelles de tipus espectral M, presentaran en superfície una sobreabundància de carboni que ha estat portat des del nucli, el que pot apreciar-se en les seves anàlisis espectrals.

### Radiació i convecció en la seqüència principal

Diferents tipus de transport d'estrelles de masses baixa, mitjana i alta. Les mides no estan a escala, són merament orientatives

Abans de la ignició de l'hidrogen totes les estrelles parteixen en els seus inicis d'un nucli protoestelar convectiu que radia la seva energia potencial gravitatòria. Però, una vegada s'inicien les reaccions de fusió l'estructura de les estrelles evoluciona cap a un dels tres tipus presentats en l'esquema.
Per a les estrelles de baixa massa, menors de mitja massa solar, el transport serà íntegrament convectiu des del centre fins a la superfície. Això és a causa de les seves baixes temperatures que fan que l'opacitat als fotons (χrad) sigui alta. Aquest tipus d'estrelles són les més longeves, ja que cremen el seu hidrogen amb molta lentitud i a més reben una aportació de material sense processar procedent de les capes externes.
Si la massa és superior a mitja massa solar l'opacitat a la radiació es rebaixa prou perquè sorgeixi un nucli radiatiu. A partir d'aquí com més gran sigui la massa més gran serà el nucli radiatiu en comparació amb la grandària de l'estrella. A les 1,5 masses solars la coberta convectiva pràcticament ha desaparegut i l'estrella és gairebé totalment radiativa. Aquestes estrelles, a diferència de les de baixa massa, no presenten espectres contaminats, ja que la seva zona convectiva ja no penetra fins al nucli. La seva composició superficial és doncs la mateixa que tenia el núvol que la va formar.
Si se supera la massa i mitja del sol el nucli comença a cremar l'hidrogen mitjançant el cicle CNO, molt més dependent de la temperatura que les cadenes PP. Això desestabilitza la regió central de l'estrella que es torna convectiva tot i que també provoca que la regió de producció d'energia es trobi molt localitzada en el centre. Com més gran sigui la massa de l'estrella a partir d'aquí major serà el nucli convectiu. Així i tot, aquests nuclis solen ser bastant petits amb relació a la grandària de l'estrella a causa d'aquesta forta dependència del cicle CNO amb T.

## Equacions de l'estructura estel·lar

### Equilibri hidroestàtic
Les estrelles romanen estables la major part de la seva vida sota l'anomenat equilibri hidroestàtic . En aquesta situació, la gravetat i la pressió es contraresten. Per això, mentre es troben en equilibri, es diu que les estrelles són sistemes quasiestàtics. Estàtics, perquè no hi ha desplaçaments verticals nets, el que ens permet escriure una senzilla equació de la variació de la massa en funció del radi. Així mateix, l'estaticitat no és total, ja que, fins a cert punt, la pressió prop de la superfície venç lleugerament permetent una fugida constant de massa en forma de vent solar. Aquesta fugida es fa més patent a partir de les 10 masses solars.
En aquestes estrelles supermassives els vents són tan intensos que la massa que escapa d'elles arriba a modificar substancialment la massa total de l'estrella, arribant fins i tot a variar la seva evolució natural. Les expressions newtonianes que donen l'equilibri hidroestàtic són:
1. Equació de la variació de la pressió en funció del radi:

(1a){\displaystyle {\partial P \over \partial r}=-{G \over r^{2}}m\rho _{r}}

2. Equació de la variació de la massa en funció del radi:

(2){\displaystyle {\partial m \over \partial r}=4\pi r^{2}\rho _{r}}

Si tenim en compte les correccions relativistes, l'equació ( 1a) ha de reemplaçar-se per la relació de Tolman-Oppenheimer-Volkoff:

(1b){\displaystyle {\frac {\partial P}{\partial r}}=-{\frac {G}{r^{2}}}\left(m+{\frac {4\pi r^{3}P}{c^{2}}}\right)\left(\rho _{r}+{\frac {P}{c^{2}}}\right)\left(1-{\frac {2Gm}{c^{2}r}}\right)^{-1}}

Les expressions (1a) i (1b) coincideixen en el límit clàssic {\displaystyle c\to \infty } sent el significat de les variables:
{\displaystyle R\,} és la distància al centre.
{\displaystyle P(r)\,} és la pressió a una profunditat determinada
{\displaystyle M(r)\,} és la massa acumulada a una distància {\displaystyle \displaystyle r} del centre.
{\displaystyle \mathrm {P} _{r}(r)\,} és la densitat de matèria a aquesta profunditat.
Nota: Pressió i massa es consideren constants al llarg del temps, atenint-nos al criteri de estaticitat. En el cas de la massa en funció del radi fem servir l'equació de les superfícies esfèriques, suposant que les estrelles posseeixen aquesta simetria.

### Aproximació a simetria esfèrica
Es pot considerar que la majoria de les estrelles tenen simetria esfèrica, perquè la força centrífuga (F c) generada per la seva rotació és molt menor que la seva força gravitatòria (F g).
{\displaystyle F_{c}<\!<F_{g}\rightarrow \left|m\omega ^{2}R\right|<\!<\left|{\frac {GMm}{R^{2}}}\right|\rightarrow \left|\omega \right|<\!<\left|{\frac {GM}{R^{3}}}\right|^{1/2}=\left|{\frac {1}{\tau _{d}}}\right|\rightarrow T>\!>\tau _{d}}
On ω és la freqüència angular ({\displaystyle \omega =2\pi f}),R el radi de l'estrella, M  la seva massa, T el període de rotació i τd el temps dinàmic.
En el cas del Sol, amb un període de rotació d'un mes i un temps dinàmic de mitja hora aproximadament, podem comprovar que la seva velocitat de gir és molt més lenta que el temps dinàmic de caiguda lliure. Això vol dir que no serà perceptible cap bombament a l'equador. Només algunes estrelles amb ritmes de rotació molt elevats pateixen una deformació per aquesta causa. Però aquestes estrelles són molt rares. De fet, l'efecte de achatamiento pels pols en el Sol és unes 15 vegades menor que a la Terra.

### Estimació de la pressió central
La pressió central (P c) és la del punt de major pressió de tota l'estrella, ja que suporta el pes de tota la massa del tot. Això comporta que sigui en aquesta regió on el ritme de reaccions de fusió és més elevat. Podem estimar el seu valor mitjançant càlculs aproximats.
Aproximació 1: Es considerarà als diferencials (dx) de pressió i ràdio com variacions (Δx). 

{\displaystyle {\frac {\partial P}{\partial r}}\simeq {\frac {\Delta P}{\Delta r}}={\frac {P_{s}-P_{c}}{R-0}}={\frac {-P_{c}}{R}}}

Com es veu, s'han considerat nul la pressió superficial (Ps) i també la posició en el centre, ja que és el centre de les coordenades radials.
Aproximació 2: Es pren el valor mitjà per a la densitat de l'estrella perquè desconeixem la seva funció de densitat real. Per aproximar degudament, convertim l'estrella en un cos amb la meitat de massa i la meitat de ràdio. 

{\displaystyle -\rho {\frac {Gm}{r^{2}}}\simeq -{\bar {\rho }}{\frac {G(M/2)}{(R/2)^{2}}}}
Com es veu, l'aproximació 2 també és bastant basta.
Si considerem que la densitat mitjana és la massaMde l'estrella (entesa aquesta com una esfera de radiR) dividida pel seu volum, haurem de: {\displaystyle {\bar {\rho }}={\frac {M}{(4/3)\pi R^{3}}}}
Així doncs, la pressió central estimada en una estrella és: {\displaystyle P_{c}\sim {\frac {3}{2\pi }}{\frac {GM^{2}}{R^{4}}}}
En el cas del sol, s'obtenen 5,4 · 10 ¹⁴ Pa, però, de fet, mitjançant càlculs a partir de models integrats moderns, s'obtenen 2,7 · 10 ¹⁶Pa, que és un resultat força diferent de l'obtingut a partir d'aquesta rude però orientativa aproximació.

### Aproximació a gas ideal
Atès que el material estel·lar es troba altament ionitzat, l'hi pot considerar com ungas ideal, fins i tot a pressions tan elevades. La raó rau en el fet que el plasma de partícules ocupa molt menys espai que els àtoms i molècules sencers. Aquest fet es comprendrà fàcilment si es té en compte que un àtom amb el núvol d'electrons al complet ocupa 50.000 vegades més que el nucli atòmic nu. Els ions es mouen lliurement gairebé interacció entre ells. Així, el comportament termodinàmic d'aquest fluid (plasma) es regeix per les equacions dels gasos ideals: {\displaystyle P\mu =\rho RT\,\!}
On P és la pressió, μ el pes molecular mitjà per partícula, ρ la densitat, R la constant dels gasos i T la seva temperatura.

### Estimació de la temperatura central
Una primera estimació de la temperatura central és fàcil de deduir a partir de la dada obtinguda per la pressió central i assumint que el plasma estel·lar actua com un gas ideal. Així doncs, usant l'equació dels gasos ideals se substitueix la pressió central i la densitat mitjana obtenint així una cota superior per a la temperatura central.
{\displaystyle T_{c}={\frac {\mu _{c}}{R}}{\frac {P_{c}}{\rho _{c}}}<{\frac {\mu _{c}}{R}}{\frac {P_{c}}{\bar {\rho }}}={\frac {2\mu _{c}GM}{RR_{*}}}}
Per al Sol això ens dona que Tc < 2,3·107K el qual és un valor bastant bo si es té en compte que les dades tretes dels models necessaris donen que Tc = 1,5·107K

### Pressió de les partícules materials (ions i electrons)
Les estrelles estan formades fonamentalment per un plasma d'electrons lliures i nuclis atòmics totalment ionitzats. Com ja s'ha dit, les partícules són molt petites, diversos ordres de magnitud menors que els àtoms neutres. De manera que les seves interaccions són menyspreables al costat de la seva agitació tèrmica de manera que la sopa de partícules és molt més comprimible i pot considerar com un gas ideal fins i tot a pressions estel·lars.
Coneixent la densitat (ρ) i el pes molecular mitjà per partícula (μ) no serà difícil trobar la pressió del gas de partícules (P g) a partir de l'equació d'estat dels gasos ideals. 
 Així: {\displaystyle P_{g}={\frac {\rho }{\mu }}RT}
Coneixent l'equació de l'energia dels gasos ideals s'obté finalment: {\displaystyle U_{g}={\frac {3}{2}}nRT={\frac {3}{2}}P_{g}}
Nota: Tots aquests càlculs s'han realitzat suposant que el total del material estel·lar està completament ionitzat. En realitat això no és així perquè en les zones més externes i fredes només ho està parcialment. Caldrà tenir en compte, ja que el grau d'ionització del que s'ocupa l'equació de Saha.

### Pressió fotònica
Es diu pressió de radiació a la pressió exercida pels fotons emesos en els processos nuclears que s'esdevenen en el nucli de l'estrella. Els fotons en els estels tenen un recorregut lliure mitjà (distància recorreguda abans d'una interacció amb la matèria) d'entre un i dos centímetres. Però el dels ions és encara molt més petit. És lògic, doncs, que aquesta contribució a la pressió total de l'estrella sigui, en general, unes 10.000 vegades menor que la pressió del gas d'ions abans calculada pel que s'acostuma a menysprear. Per calcular-se suposarà que el gas de fotons es troba en equilibri termodinàmic, cosa bastant plausible.
Si es considera que l'energia de radiació és {\displaystyle U_{rad}={\frac {4\sigma }{c}}T^{4}} i que la pressió fotònica val un terç de l'energia de radiació, {\displaystyle {\frac {1}{3}}U_{rad}}
On {\displaystyle a={\frac {4\sigma }{c}}=7,5658\cdot 10^{-15}{\frac {erg}{K^{4}cm^{3}}}}

Per tant, {\displaystyle P_{rad}={\frac {a}{3}}T^{4}} suposant que la radiació és la d'un cos negre.
Es podrà observar, llavors, a partir del quocient entre la pressió de radiació i la del gas de ions que {\displaystyle P_{rad}<\!<P_{gas}}
La pressió de radiació només és apreciable en les regions més superficials de les estrelles massives (>10 masses solars). Aquestes zones són tènues, de baixa densitat, però reben abundant radiació el que dona una contribució que pot arribar fins al 20%. De fet la pressió de radiació estableix un límit de massa en les protoestrelles al voltant de les 100 masses solars. Més enllà la pressió fotònica és tan intensa que escombra la resta de material que cau evitant així que s'acumuli.

### Pressió d'electrons degenerats
En estrelles molt denses els electrons no es comporten com a partícules lliures sinó com matèria degenereda contribuint molt més a la pressió total. Això els passa als fermions (partícules d'espín semienter) els quals estan sotmesos al principi d'exclusió de Pauli que diu que no pot haver més d'un fermió amb idèntic estat quàntic.
En mecànica quàntica l'espai de fases no és continu i es divideix en cel. A cada cel caben fins a dos i - amb diferent espín. A pressions i densitats elevades ρ > 10⁶ g/cm³ es perd la distribució clàssica maxwelliana. Llavors, molts electrons per una impossibilitat física de coincidir en els estats dels altres electrons es veuen obligats a canviar el seu moment a estats més energètics amb el consegüent augment de la pressió exercida per aquests. En els estels en què es dona (nanes blanques), la contribució del gas degenerat domina completament. També es poden degenerar els ions però per això fa falta molta més densitat. L'ordre de 1012 - 10¹⁴ g/cm³ cosa que es dona en les estrelles de neutrons.